# Alan Rawlinson

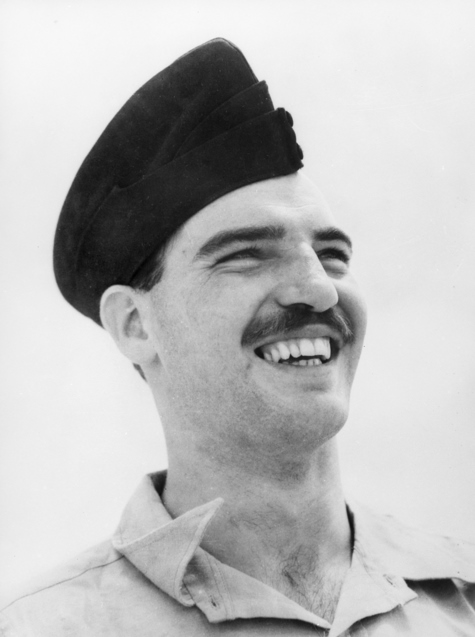
Alan Rawlinson

Alan Charles Rawlinson, OBE, DFC & Bar, AFC (31 de julho de 1918 - 27 de Agosto de 2007) foi um aviador australiano que se tornou num ás da aviação na Segunda Guerra Mundial. Ele foi creditado com pelo menos oito vitórias aéreas, bem como duas aeronaves provavelmente destruídas e outras oito danificadas. Nascido em Fremantle, Austrália Ocidental, Rawlinson ingressou na Real Força Aérea Australiana em 1938. Ele foi enviado para o Médio Oriente em julho de 1940 e entrou em ação com o Esquadrão N.º 3, inicialmente pilotando biplanos Gloster Gladiator e Gauntlet, e mais tarde Hawker Hurricanes e P-40 Tomahawks. Duas vezes creditado por abater três aeronaves inimigas numa única missão, ele foi premiado com a Cruz de Voo Distinto (DFC) em outubro de 1941 e assumiu o comando do Esquadrão N.º 3 no mês seguinte. Ele recebeu uma barra no seu DFC em dezembro de 1941 e retornou à Austrália em março de 1942.
Em maio de 1943, Rawlinson foi destacado para o sudoeste do Pacífico como o oficial comandante inaugural do Esquadrão N.º 79, pilotando caças Supermarine Spitfires na Nova Guiné. Depois de servir como oficial comandante da Unidade de Treinamento de Paraquedistas da RAAF em Richmond, Nova Gales do Sul, entre abril de 1944 e maio de 1945, ele retornou ao Pacífico para comandar a Asa N.º 78, que operava aviões P-40 Kittyhawk em Bornéu. Promovido a capitão do grupo interino em julho de 1945, ele permaneceu no comando da asa até à sua dispensa da RAAF em dezembro de 1946. Incorporado no ano seguinte na Real Força Aérea (RAF), Rawlinson pilotos os aviões a jacto de Havilland Vampire como oficial comandante do Esquadrão N.º 54 da RAF em 1949, e depois como comandante de operações aéreas na RAF Odiham de 1949 a 1952. Ele foi premiado com a Cruz da Força Aérea em junho de 1952. Entre 1953 e 1958, ele foi responsável pela Unidade de Testes de Armas Guiadas da RAF no Reino Unido e na Austrália. Nomeado Oficial da Ordem do Império Britânico em junho de 1958, ele comandou a RAF Buchan em 1960-61 antes de se aposentar da RAF para viver na Austrália do Sul, onde morreu em 2007.